# Eduviges de Kalisz
Hedwig de Kalisz (polaco: Jadwiga Bolesławówna) (1266-10 de diciembre de 1339) era la segunda de tres hijas, nacidas de Boleslaw el Piadosos y Santa Yolanda de Hungría. Sus abuelos paternos fueron Wladyslaw Odonic y Jadwiga de Pomerania, y sus abuelos maternos eran Béla IV de Hungría y Maria Laskarina. La hermana mayor era Elisabeth la Grande de Polonia. En 1293, Hedwig se casó con Władysław I "el Codo-alto", hijo de Casimiro I de Cuyavia.

## Biografía
Su marido era un amargo rival de Wenceslao II de Bohemia quien fuera rey de Polonia entre 1291 y 1305. La vida era peligrosa para Ediviges y su familia durante este tiempo, por lo que con tres de sus niños tuvo que refugiarse un tiempo hacia el 1300. En 1305, Wenceslao II muere y es sucedido por su hijo, Wenceslao III de Bohemia, quien reinó un año antes de ser asesinado bajo circunstancias misteriosas, por lo que su periplo en Polonia llegó a su fin. La mujer de Wenceslao, Viola de Teschen, no tuvo hijos, con lo cual fue sucedido por Władysław el Breve.
En 1318, Władysław se embarcó en una campaña de coronación. El papa, inicialmente estuvo poco dispuesto a apoyarlo pero finalmente concedió su aprobación y Władysław y Jadwiga fueron coronados Rey y Reina de Polonia el 30 de enero de 1320 en Cracovia; una corona nueva se hizo para la nueva reina y esta corona luego fue utilizada por numerosas reinas de Polonia. El tiempo no fue siempre bondadoso para la familia real. Władysław y Jadwiga perdió su dos hijos, Stephen y Władysław. Su alegría era aun así restaurada con el nacimiento de otros niños, Casimir y Jadwiga.
La coronación era una señal que había vencido la fragmentación interna de Polonia y re-unido y re-instalado el país como un reino independiente bajo su reinado.
Polonia ahora necesitó amigos en el extranjero. Así en 1320, Jadwiga y Władysław hija de Elisabeth se casó con Carlos I de Hungría, hijo de Charles Martel de Anjou y Klementia de Habsburg. Su hijo era Luis I de Hungría.
Jadwiga jugó una parte activa en políticas durante el reinado de su marido. Asumió la regencia de Stary Sacz cuándo su nieta por Kunigunde, Constance de Swidnica dimitió.
Su marido fallece en 1333. Jadwiga vivió hasta que fallece en 1339.

## Niños
Jarwiga tuvo seis niños:
- Stephen de Polonia (d. 1306)
- Władysław de Polonia (d. 1311/1312)
- Kunigunde de Polonia (c. 1298 – 9 de abril de 1331). Casado primer Bernard de Świdnica. Sus niños incluidos Bolko II de Świdnica. Casado segundamente Rudolf yo, Duque de Saxe-Wittenberg.
- Elisabeth de Polonia (1305 – 29 de diciembre de 1380). Casada con Charles I de Hungría.
- Casimir III de Polonia (30 de abril de 1310 – 5 de noviembre de 1370)
- Hedwig De Polonia (d. 3 de junio de 1320/1322)